# إستل تايلور

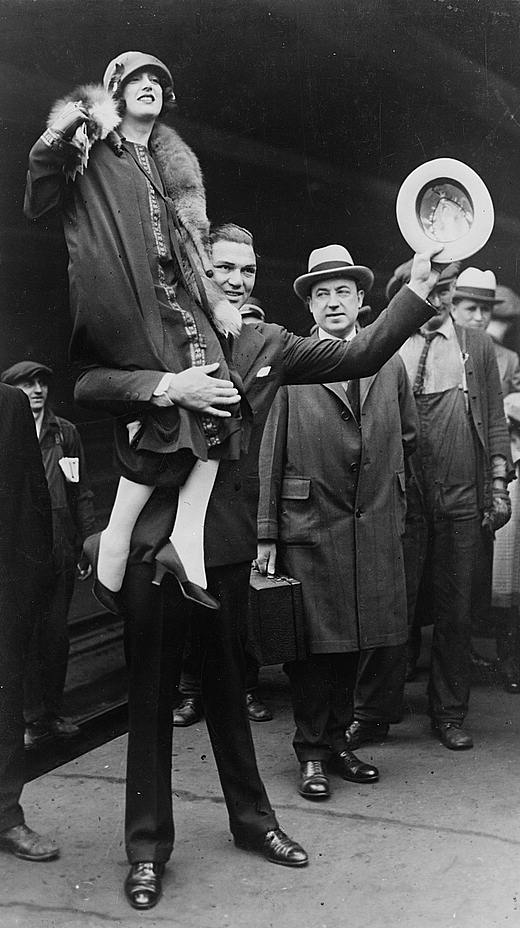
مع زوجها جاك ديمبسي

إستل تايلور (بالإنجليزية: Estelle Taylor)‏ (20 مايو 1894 في ويلمنغتون، ديلاوير-15 أبريل 1958 في لوس أنجلوس، كاليفورنيا) هي ممثلة أمريكية وكانت أبرز ممثلي هوليوود في السينما الصامتة خلال عقد 1920.

## وصلات خارجية
- إستل تايلور على موقع IMDb (الإنجليزية)
- إستل تايلور على موقع ألو سيني (الفرنسية)
- إستل تايلور على موقع أول موفي (الإنجليزية)
- إستل تايلور على موقع قاعدة بيانات برودواي على الإنترنت (الإنجليزية)
- إستل تايلور على موقع قاعدة بيانات الأفلام السويدية (السويدية)
- إستل تايلور على موقع قاعدة بيانات الفيلم (الإنجليزية)
- إستل تايلور على موقع كينوبويسك (الروسية)
- إستل تايلور في صحيفة نيويورك تايمز[وصلة مكسورة]
- إستل تايلور على موقع فايند أغريف
- Estelle Taylor في التاريخ الظاهري